# ジャンヌ・ド・ヴァロワ (ナバラ王妃)
ジャンヌ・ド・ヴァロワ（Jeanne de Valois）またはジャンヌ・ド・フランス（Jeanne de France, 1343年6月24日 - 1373年11月3日）は、フランス王ジャン2世と最初の妃ボンヌ・ド・リュクサンブールの娘。ナバラ王カルロス（シャルル）2世（悪人王）の妃。スペイン名はフアナ・デ・バロイス（Juana de Valois）。

## 生涯
1352年にエヴルー家のカルロス悪人王と結婚した。共にカペー家の分家であるエヴルー家とヴァロワ家は複雑な姻戚関係にあり、1350年にはジャンヌの祖父フィリップ6世がカルロスの姉ブランシュ・デヴルーと再婚している。また、1349年にジャン2世が再婚したジャンヌ・ドーヴェルニュはカルロスとブランシュの姪である。カルロスとジャンヌとは血縁上も遠縁の関係であった。2人の間には3男4女が生まれた。
- マリー（マリア、1360年 - 1400年） - ガンディア公アルフォンソ妃
- シャルル（カルロス、1361年 - 1425年） - ナバラ王カルロス3世、エヴルー伯
- ボンヌ（ボナ、1364年 - 1389年?）
- ピエール（ペドロ、1366年 - 1412年） - モルタン伯
- フィリップ（フェリペ、1368年 - ?）
- ジャンヌ（フアナ、1370年 - 1437年） - ブルターニュ公ジャン4世妃、後にイングランド王ヘンリー4世妃
- ブランシュ（ブランカ、1372年 - 1385年）

ジャンヌは末娘ブランシュを生んだ翌1373年に30歳で死去した。